# Señor Kaplan
Señor Kaplan (Originaltitel: Esperando a Míster Kaplan) ist eine Tragikomödie von Álvaro Brechner aus dem Jahr 2014. Die Hauptrollen spielen Héctor Noguera und Néstor Guzzini, Rolf Becker ist in einer Nebenrolle zu sehen. Der Film wurde am 6. August 2014 in Uruguay veröffentlicht und anschließend auf zahlreichen Filmfestivals aufgeführt. Der Kinostart in Deutschland war am 16. Juli 2015.

## Handlung
Der Jude Jacob Kaplan ist kurz vor dem Beginn des Zweiten Weltkriegs aus Deutschland geflüchtet und lebt seitdem in Montevideo, der Hauptstadt Uruguays. Er hat sich dort ein neues, angenehmes Leben aufgebaut, jedoch muss er feststellen, dass er nicht wirklich etwas erreicht hat.
Doch auf einmal wird der 76-jährige mit der Vergangenheit konfrontiert: Am Strand glaubt er einen alten Nazi zu erkennen, der sich zum Kriegsende aus Deutschland abgesetzt hatte. Kurz entschlossen schmiedet Kaplan mit Unterstützung des ehemaligen Polizisten Wilson Contreras einen Plan, um den Deutschen zu entführen und nach Israel zu schaffen, damit er dort vor Gericht gestellt werden kann. Die angestrebte Heldentat entwickelt sich jedoch zu einem tragikomischen Unterfangen.

## Kritik
Der Filmdienst bezeichnete den Film als „wunderbar skurrile Tragikomödie, deren Hauptfiguren auf den Spuren von Don Quijote und Sancho Pansa wandeln“. Der Film philosophiere „ebenso warmherzig wie melancholisch“ über den „‚Windmühlen-Kampf‘ um Lebenssinn“. Epd Film hob die Besetzung der Hauptdarsteller hervor: „Herr Kaplan wird von dem chilenischen Theaterguru Héctor Noguera mit störrischer Selbstgerechtigkeit gegeben, während Néstor Guzzini dem jungen Sancho-Pansa-Sidekick eine – durch familiäre Konflikte sentimental unterfütterte – fast prollige street credibility gibt.“

## Auszeichnungen (Auswahl)

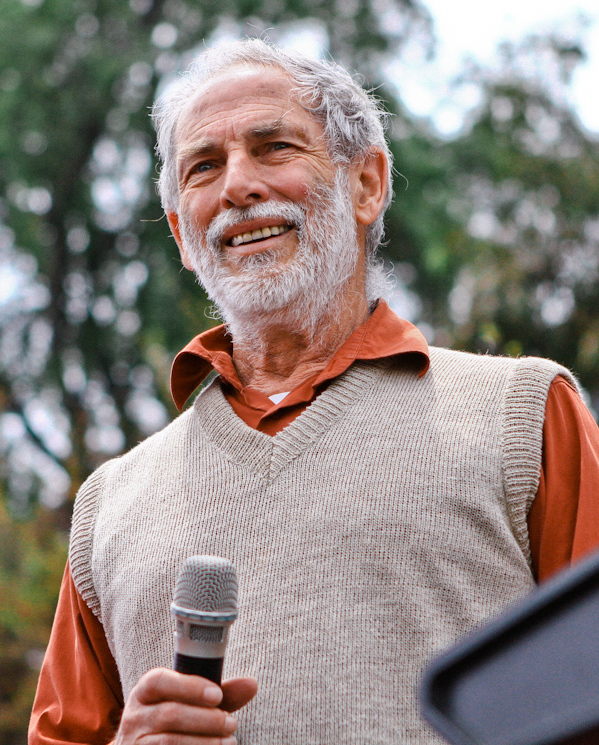
Hauptdarsteller Héctor Noguera

Der Film lief auf zahlreichen Filmfestivals und erhielt u. a. sieben Nominierungen bei den Platino Awards 2015, dem jährlich vergebenen iberoamerikanischen Filmpreis, der erst im Jahr zuvor ins Leben gerufen worden war. Insbesondere die beiden Hauptdarsteller Héctor Noguera und Néstor Guzzini erhielten Auszeichnungen beim Havana Film Festival New York sowie beim Monte-Carlo Comedy Film Festival.
Bei der Verleihung der Filmpreise der Uruguayan Film Critics Association 2015 war Señor Kaplan der große Gewinner mit sieben Auszeichnungen, darunter für den besten uruguayischen Film, den besten Regisseur, die beste Kamera sowie das beste Drehbuch. Der Film war 2015 zudem für den Goya in der Kategorie Bester iberoamerikanischer Film nominiert.